# Vurnon Anita
Vurnon San Benito Anita (født 4. april 1989 i Willemstad, Curaçao) er en hollandsk fodboldspiller (venstre back), der spiller hos engelske Leeds United. Han har tidligere spillet for Newcastle og Ajax. Han vandt med Ajax to pokaltitler.

## Landshold
Anita står (pr. april 2018) noteret for tre kampe for Hollands landshold, som han debuterede for den 26. maj 2010 i en venskabskamp mod Mexico.

## Titler
Hollands pokalturnering
- 2007 og 2010 med Ajax Amsterdam